# 艾奥纳塔纳·艾奥纳塔纳
艾奥纳塔纳·艾奥纳塔纳（英語：Ionatana Ionatana，1938年11月5日—2000年12月8日），图瓦卢政治人物，自1999年4月起担任第5任图瓦卢总理，直至2000年12月去世。
1981年，艾奥纳塔纳首次当选议员。1994年4月27日，当选图瓦卢总理。他在任内完成了图瓦卢加入联合国。2000年12月8日，在首都演讲时猝死。